# Jeux sud-américains de 2022
Navigation
2018
Les Jeux sud-américains de 2022, 12e édition des Jeux sud-américains, se déroule du 1er au 15 octobre 2022 à Asuncion au Paraguay. C'est une compétition multisports qui a lieu tous les quatre ans où les pays affiliés à l'organisation sportive sud-américaine (ODESUR) s'affrontent.

## Compétition

### Participants
- Argentine (592)[1]
- Aruba (12)[2]
- Bolivie (296)[3]
- Brésil (464)[1]
- Chili (539)[1]
- Colombie (500)[1]
- Curaçao (27)
- Équateur (225)[4]
- Guyana (16)[5]
- Panama (86)[6]
- Paraguay (576)[7] (pays organisateur)
- Pérou (374)[8]
- Suriname (27)[9]
- Uruguay (322)[10]
- Venezuela (420)[11]

### Sports au programme
- Athlétisme

- Cyclisme
- Hockey sur gazon
- Squash

## Tableau des médailles
Pays organisateur
| Rang  | Nation    | Or  | Argent | Bronze | Total |
| ----- | --------- | --- | ------ | ------ | ----- |
| 1     | Brésil    | 133 | 100    | 86     | 319   |
| 2     | Colombie  | 79  | 78     | 98     | 255   |
| 3     | Argentine | 58  | 65     | 74     | 197   |
| 4     | Chili     | 38  | 31     | 62     | 131   |
| 5     | Venezuela | 31  | 43     | 57     | 131   |
| 6     | Équateur  | 25  | 21     | 32     | 78    |
| 7     | Pérou     | 19  | 18     | 37     | 74    |
| 8     | Paraguay  | 8   | 26     | 14     | 48    |
| 9     | Uruguay   | 7   | 14     | 19     | 40    |
| 10    | Aruba     | 3   | 3      | 0      | 6     |
| 11    | Panama    | 3   | 1      | 8      | 12    |
| 12    | Bolivie   | 0   | 2      | 6      | 8     |
| 13    | Guyana    | 0   | 1      | 2      | 3     |
| 14    | Curaçao   | 0   | 1      | 1      | 0     |
| Total | Total     | 404 | 404    | 495    | 1303  |